# Orophea zeylanica
Orophea zeylanica Hook. f. & Thomson – gatunek rośliny z rodziny flaszowcowatych (Annonaceae Juss.). Występuje naturalnie na Sri Lance oraz w indyjskich stanach Maharashtra, Karnataka i Kerala. 

## Morfologia
PokrójZimozielony krzew dorastający do 1–2 m wysokości. Młode pędy są owłosione.
LiścieMają kształt od owalnego do podłużnie eliptycznego. Mierzą 6,5–8 cm długości oraz 3–4,5 cm szerokości. Nasada liścia jest zaokrąglona. Blaszka liściowa jest o spiczastym wierzchołku. Ogonek liściowy jest nagi i dorasta do 2 mm długości.
KwiatySą pojedyncze lub zebrane po 2–3 w kwiatostany, rozwijają się w kątach pędów. Działki kielicha mają owalnie okrągły kształt, są owłosione i dorastają do 1 mm długości. Płatki mają prawie okrągły kształt i osiągają do 3–4 mm długości. Kwiaty mają 3–15 owocolistków o odwrotnie jajowatym kształcie i długości 1–2 mm.
OwocePojedyncze mają kulisty kształt, zebrane w owoc zbiorowy. Są osadzone na szypułkach. Osiągają 7–8 mm średnicy.

## Biologia i ekologia
Rośnie w wiecznie zielonych lasach. Występuje na wysokości do 800 m n.p.m. Kwitnie w maju, natomiast owoce dojrzewają we wrześniu.